# Raila Odinga

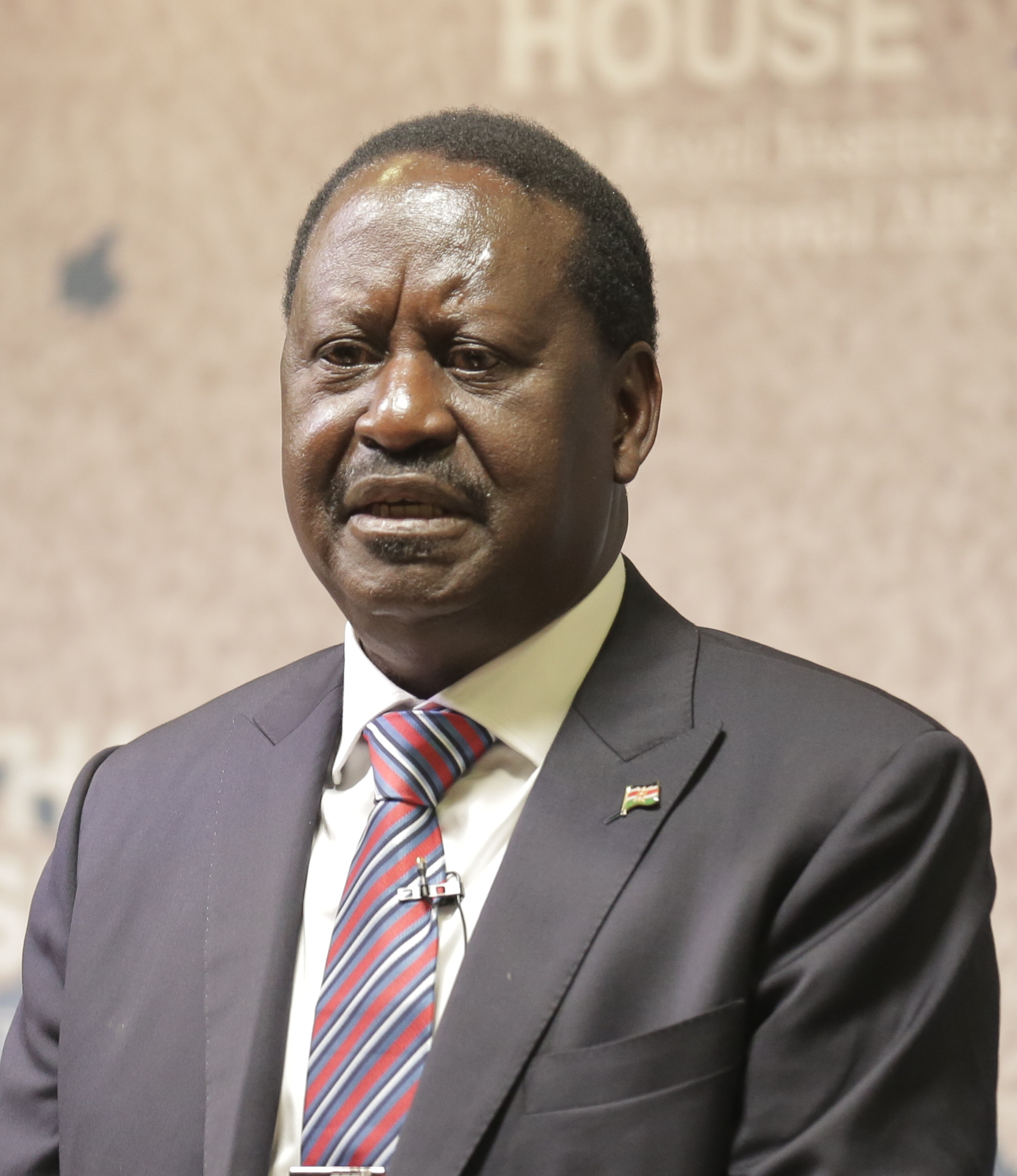
Raila Odinga (2017)

Raila Amollo Odinga (* 7. Januar 1945 in Maseno; in seinem Heimatland meistens Raila genannt) aus dem Volk der Luo ist ein kenianischer Politiker. 
Raila Amollo Odinga war von April 2008 bis April 2013 Ministerpräsident einer großen Koalitionsregierung. Er war Kandidat der Opposition bei der Präsidentschaftswahl 2007. Raila ist Sohn des Politikers Jaramogi Oginga Odinga († 1994) und dessen Ehefrau Mary Emma Juma. Sein Vater war unter Jomo Kenyatta Vizepräsident des Landes. Raila Odinga saß schon mit seinem Vater gemeinsam im Parlament, so wie er jetzt mit seinem Bruder Oburu Odinga die Parlamentsbank teilt. Bis zum 23. November 2005 war er in der Regierung von Mwai Kibaki Bauminister im Ministry of Roads, Public Works and Housing.
Die von Manipulationsvorwürfen überschattete Präsidentschaftswahl vom 27. Dezember 2007, bei der Odinga Amtsinhaber Mwai Kibaki unterlegen war, löste Unruhen in Kenia aus, die schließlich zur Teilung der Macht zwischen Odinga und Kibaki führten. Am 13. April 2008 wurde Raila Odinga zum Ministerpräsidenten ernannt.
Nach der verlorenen Wahl 2017 und seinem Rückzug von der Wiederholungswahl im selben Jahr ließ sich Odinga am 30. Januar 2018 von seinen Anhängern zum Präsidenten ausrufen.

## Leben
Raila Odinga wurde 1945 in Maseno in der Nyanza-Provinz geboren. Nach der Schule ging er 1962 in die DDR und lernte am Leipziger Herder-Institut Deutsch. Nach dem Abitur studierte er über ein staatliches Stipendium bis 1970 an der Technischen Hochschule Magdeburg, der heutigen Otto-von-Guericke-Universität, Maschinenbau. Nach Angaben von Kommilitonen seiner Studiengruppe FET 2/64 war er eher politisch (auch maoistisch) als technisch interessiert. Zurückgekehrt in sein Heimatland, arbeitete der Diplom-Ingenieur als Dozent an der University of Nairobi, bis er ins Parlament gewählt wurde. 1975 wurde er zum stellvertretenden Direktor des Kenya Bureau of Standards ernannt.
Raila Odinga bezeichnete sich als Cousin von US-Präsident Barack Obama. Obamas Onkel Said Obama verneinte jedoch eine direkte Verwandtschaft. Die Mutter Odingas stamme lediglich aus der gleichen Region wie die Familie Obamas. Es sei eine übliche Redewendung bei ihnen, in so einem Fall von Vettern zu sprechen.

## Verbannung
1982 fand in Kenia ein kurzer – und bald niedergeschlagener – Staatsstreich mit bürgerkriegsähnlichen Verhältnissen statt, der von einer Gruppe von jungen Luftwaffen-Offizieren der Kenya Air Force ausging. Der damalige Präsident Daniel arap Moi ließ den oppositionellen Politiker mit anderen verhaften. Er wurde – trotz Leugnung – als Anführer des Staatsstreichs verurteilt und für sieben Monate unter Hausarrest gesetzt. Dann musste er ohne Verhandlung für sechs Jahre ins Gefängnis. Kaum war er am 6. Februar 1988 entlassen, wurde er im September 1988 erneut verhaftet. Man beschuldigte ihn im Einparteienstaat der Unterstützung der Untergrundbewegung Kenya Revolutionary Movement, die ein Mehrparteiensystem unterstützte. Am 12. Juni 1989 wurde er entlassen, um am 5. Juli 1990 schon wieder inhaftiert zu werden. Diesmal wurde er mit dem bekannten Geschäftsmann und Politiker Kenneth Matiba und dem Ex-Bürgermeister von Nairobi, Charles Rubia, verurteilt. Ein Jahr später, am 21. Juni 1991, wurde er wieder entlassen. Kurz darauf floh er im Oktober 1991 aus Angst vor einer Ermordung durch die Regierung nach Norwegen. Zunächst hatte er sogar erwogen, in Deutschland um Asyl zu bitten.
Im Juli 2006 wurde mit Zustimmung des Porträtierten eine Biographie von Babafemi Badejo mit dem Titel Raila Odinga, an Enigma in Kenyan Politics veröffentlicht, in der die Verwicklung von Raila Odinga und seinem Vater Jaramogi Oginga Odinga in den Militärcoup von 1982 ausführlich dargelegt ist. Raila Odinga befehligte mit Wissen und Segen seines Vaters dabei das Beobachtungs- und Kommunikationszentrum der Putschisten in einer Wohnung an der Ngong Road. Diese Veröffentlichungen riefen kontroverse und starke Debatten in der Öffentlichkeit hervor: Raila Odingas Rolle wurde sowohl heftig verteidigt als auch von anderer Seite die Verhaftung, ein Gerichtsverfahren und gegebenenfalls die Todesstrafe verlangt.

## Mehrparteien-Politik
1992, im Jahr der ersten freien Präsidentenwahl im Land, kam Raila Odinga aus Norwegen nach Kenia zurück. Hier schloss er sich sofort dem von seinem Vater geführten Forum für die Wiederherstellung der Demokratie FORD (Forum for the Restoration of Democracy) an. FORD arbeitete an der Einführung des Mehrparteien-Systems. Raila Odinga wurde unter seinem Vater zum Vizepräsidenten des Aktionskomitees gewählt. Die FORD-Gruppe spaltete sich in FORD-Kenya unter Oginga Odinga und FORD-Asili unter Kenneth Matiba auf. Raila Odinga wurde stellvertretender Wahlkampfdirektor seiner Partei FORD-Kenya.
Im Januar 1994 verstarb Oginga Odinga. Anders als Raila Odinga es gehofft hatte, wurde nicht er, sondern Michael Wamalwa zum Parteivorsitzenden gewählt. Verärgert schloss sich Raila Odinga nun der bedeutungslosen Partei National Development Party (NDP) an. Schnell gelang es ihm, über diesen Weg eine starke und aktive Partei zu formen. Es gelang ihm auch, zahlreiche Parlamentarier aus FORD-Kenya, meist aus der Luo-Provinz Nyanza, zu einem Wechsel in seine Partei zu bewegen.
Der große Erfolg stellte sich für ihn persönlich erst ein, als er eine Nachwahl im Wahlkreis Langata von Nairobi mit großer Mehrheit gewann. Bei der Präsidentenwahl von 1997 schlug er seine Ex-Partei FORD-Kenya und wurde hinter Moi und Kibaki Dritter. Raila Odinga verfolgte weithin eine sprunghafte Schaukelpolitik, unterstützte Präsident Moi, der ihn für Jahre hinter Gitter gebracht hatte, bis er sogar seine Partei (NDP) mit der Partei seines Widersachers, der KANU, vereinigte. Zum Dank ernannte ihn Moi zum Energieminister, und bei den Parteiwahlen 2002 wurde er zum Generalsekretär der KANU gewählt. Odinga steuerte mit Macht auf die Nachfolge in der Präsidentschaft hin, denn Moi konnte aus verfassungsrechtlichen Gründen 2002 nicht mehr zur Wahl antreten. Doch zu Odingas Enttäuschung machte Moi 2002 nicht ihn, sondern Uhuru Kenyatta, den ältesten Sohn des ersten Präsidenten der Republik Kenia, Jomo Kenyatta, zum Präsidentschaftskandidaten der KANU. Daraufhin tat sich Odinga mit ganz unterschiedlichen Partnern zusammen, um die Wahl Kenyattas zu verhindern. Gemeinsam mit Kalonzo Musyoka, George Saitoti, Joseph Kamotho und anderen bildete er die parteiübergreifende Protestplattform „Rainbow Movement“ (Regenbogenbewegung), deren Ziel es sein sollte, einen gemeinsamen und geeigneten Präsidentschaftskandidaten für die Wahl von 2002 zu küren. Diese Regenbogen-Gruppe übernahm die relativ unbekannte Liberal Democratic Party (LDP), um bald mit der National Alliance Party of Kenya (NAK), einer Koalition verschiedener kleinerer Parteien, der auch der spätere Wahlsieger Mwai Kibaki angehörte, die erfolgreiche „Regenbogenkoalition“, die National Rainbow Coalition (NARC), zu bilden. Odinga unterzeichnete mit Kibaki ein bekannt gewordenes Abkommen, ein so genanntes Memorandum of Understanding (MoU), in dem ihm eine Verfassungsänderung zugesagt wurde, die ihn in weniger als 100 Tagen zum Ministerpräsidenten hätte machen sollen und der LDP die Hälfte aller Ministerposten im erwarteten Kabinett versprach. Mit diesem Versprechen unterstützten Odinga und die LDP Kibaki, der gegen Ende noch einen mysteriösen Autounfall hatte und daraufhin lange angeschlagen wirkte, in seinem Wahlkampf, den er überzeugend gewann.

## Wahlverlierer
Ganz im Gegensatz zum MoU ernannte der neu gewählte Präsident seinen Wahlkampfpartner nicht zum Ministerpräsidenten. Ebenso erhielt die LDP nicht die versprochenen Ministersessel. Kibaki ernannte darüber hinaus sogar Minister aus den Oppositionsparteien KANU und FORD-People. Diesen Fehdehandschuh nahm Odinga auf. Der Bruch kam mit der neuen Verfassung, die ganz im Gegensatz zum MoU einen starken Präsidenten favorisierte – und damit Odinga ohne die versprochene Macht lassen würde. Unter dem Bild der Orange lief eine große Kampagne gegen den vom Präsidenten favorisierten Verfassungsentwurf unter dem Bild einer Banane. Die Volksbefragung, die am 21. November 2005 stattfand, ergab mit 58 Prozent eine eindeutige Ablehnung der neuen Verfassung durch die kenianische Bevölkerung. Das war für Odinga und die Opposition ein großer Sieg. Nach dem Verlust des Referendums entließ Präsident Kibaki am 23. November 2005 seine gesamte Regierungsmannschaft – somit auch Odinga – und setzte nach langen Verhandlungen dem Bananen-Flügel nahestehende oder überlaufende Politiker (wieder) als Minister ein.
Odinga gilt in seiner Heimatprovinz, aber auch unter der Jugend der großen Städte, als bedeutender Politiker, ein Führer der Armen und der Graswurzelbewegung. Im Bildungsbürgertum oder in den dörflichen Gebieten anderer Ethnien hat er dagegen nicht viele Anhänger. Ihm wird hier besonders ein mangelndes ökonomisches Konzept vorgehalten. Im Januar 2006 berichtete er der Polizei von erhaltenen Morddrohungen.

## Wahl 2007
Zur Präsidentschaftswahl 2007 trat Raila Odinga als Kandidat des Orange Democratic Movement (ODM) gegen den amtierenden Präsidenten Mwai Kibaki an. Das ODM hatte Odinga als Sammlungsbewegung des Referendums gegen seine vorherige Partei LDP in sich aufgenommen. Meinungsumfragen im September und Oktober 2007 gaben Odinga stets etwa 50 % der Wählerstimmen, gefolgt von Kibaki im Abstand von etwa 7–12 Prozentpunkten.
Nachdem in den ersten Hochrechnungen nach der Wahl Odinga einen sicheren Vorsprung errang, blieben plötzlich weitere Ergebnisse aus. Nach zwei Tagen wurden enorme Stimmenzahlen für Kibaki registriert, dieser hastig zum Wahlsieger erklärt und weniger als eine Stunde darauf als Präsident vereidigt. Der deutsche Politiker Alexander Graf Lambsdorff erklärte in einem Statement als Leiter von 150 EU-Wahlbeobachtern: „Der Auszählprozess ist nicht glaubwürdig, wir haben Beweise für Unregelmäßigkeiten in verschiedenen Wahlkreisen.“ Obwohl dieser offensichtliche Wahlbetrug vom Leiter der EU-Wahlbeobachtungskommission angeprangert worden war, hielt Kibaki an seinem Wahlsieg fest und schickte am 2. Januar 2008 paramilitärische Polizeitruppen aus, nachdem überall im Land heftige Proteste gegen ihn laut geworden waren. Bei den dabei entstandenen bürgerkriegsähnlichen Unruhen wurden mehr als tausend Menschen getötet.
Auf Vermittlung des ehemaligen UN-Generalsekretärs Kofi Annan begannen Odinga und Kibaki mit Verhandlungen über eine Lösung der politischen Krise in Kenia. Ende Februar 2008 einigte man sich auf die Bildung einer gemeinsamen Regierung, am 13. April 2008 wurde schließlich Raila Odinga zum Ministerpräsidenten Kenias ernannt.
Als Folge dieser Gegebenheiten brach der Tourismus (ein wichtiger Devisenbringer des Landes) um bis zu 70 % ein. Über Monate waren kaum Touristen in Kenias Hotels.

## Wahl 2013
Am 4. März 2013 trat Raila Odinga ebenfalls als Kandidat des Orange Democratic Movement als Teil der Coalition for Reforms and Democracy (CORD) zusammen mit Kalonzo Musyoka (Wiper Democratic Movement, kurz: Wiper) bei den Wahlen an. Nach Stimmenauszählung kam er auf 43,31 % und erreichte damit nicht die notwendige Mehrheit von 50 % plus eine Stimme, während sein Konkurrent Uhuru Kenyatta 50,07 % erreichte. Insgesamt wurden mehr als 12,3 Millionen Stimmen abgegeben.  Die Wahl 2013 folgte zum ersten Mal den Vorgaben der im August 2010 verabschiedeten neuen Verfassung Kenias. Am Samstag, den 9. März 2013, wurde Uhuru Kenyatta als Gewinner der Präsidentschaftswahlen 2013 offiziell durch die Wahlkommission (Independent Electoral and Boundary Commission, IEBC) bestätigt. Auf Grund von erheblichen technischen Schwierigkeiten und angeblichen Unregelmäßigkeiten im Prozess der Stimmenauszählung sollte das Ergebnis der Wahl durch Raila Odinga und die CORD Coalition gerichtlich angefochten werden.

## Wahl 2017
Nachdem sich abzeichnete, dass Odinga in der Präsidentschaftswahl im August 2017 unterlegen war, beschuldigte er den Amtsinhaber und wahrscheinlichen Wahlsieger Uhuru Kenyatta der Wahlfälschung. Noch während die Hochrechnungen im Fernsehen vorgestellt wurden, beklagte er, Hacker hätten die Ergebnisse verfälscht, anders könne er seine eigene Niederlage nicht erklären, wo er doch nach parteiinternen Prognosen mit einer Million Stimmen Vorsprung hätte gewinnen sollen. Später fügte er hinzu, es handle sich um eine Verschwörung gegen das kenianische Volk und behauptete, dass nach den Informationen seiner Partei Personen in die Rechner der Wahlkommission eingedrungen seien und die Daten verfälscht hätten. Später legte seine Partei Serverprotokolle vor, nach denen sich jemand mit der Identität des vor der Wahl ermordeten Wahlleiters Chris Musando am Wahltag in die Datenbanken eingeloggt haben soll. Der Nutzer soll dann Informationen laufend durch Wahlergebnisse ausgetauscht haben, die den Gegenkandidaten Kenyatta bevorzugten. Die Glaubwürdigkeit dieser Vorwürfe ist umstritten, da keine substantiellen Abweichungen zwischen den vor Ort dokumentierten Auszählungsergebnissen und den von der zentralen Wahlkommission veröffentlichten Ergebnissen festgestellt wurden.
Odinga drohte zunächst damit, seine Anhänger zu Protestdemonstrationen auf die Straßen zu rufen. Da dies vermutlich zu Blutvergießen geführt hätte, willigte er schließlich eine Woche nach der Wahl ein, das Wahlergebnis vor dem Obersten Gerichtshof Kenias anzufechten. Das Oberste Gericht gab in einer mit 4:2 Stimmen getroffenen Entscheidung vom 1. September 2017 Odinga teilweise recht. Es erklärte, dass die Wahl wegen verschiedener Verstöße gegen prozedurale Vorgaben der Verfassung und einiger nachgewiesener Unregelmäßigkeiten ungültig sei und binnen 60 Tagen wiederholt werden müsse. Es betonte allerdings auch, dass keinerlei Evidenz dafür vorliege, dass der Wahlvorgang und die Auszählung der Stimmen unrechtmäßig vorgenommen worden seien.
Eine Wiederholung der Präsidentenwahl wurde zunächst für den 17. Oktober 2017 angesetzt und später auf den 26. Oktober 2017 verschoben. Am 10. Oktober 2017 zog Odinga seine Kandidatur zurück. Ein großer Teil seiner Anhänger boykottierte daraufhin die Wahlen. Als einziger verbleibender Kandidat wurde Kenyatta mit 98,2 % der Stimmen gewählt. Odingas Parteienbündnis National Super Alliance (NASA) focht dieses Ergebnis erneut vor dem Obersten Gericht an, doch das Gericht widerrief den Wahlsieg Kenyattas diesmal nicht. Odinga bezeichnete das Ergebnis wieder als Fälschung und kündigte an, sich zum Präsidenten ausrufen lassen zu wollen.

## Selbsternannter Präsident
Odinga ließ sich am 30. Januar 2018 in Nairobi von seinem Parteibündnis National Super Alliance (NASA) in einer öffentlichen Veranstaltung zum „Präsidenten des Volkes“ ausrufen und legte anschließend einen Amtseid ab. Die Ernennung gilt als Affront gegen Amtsinhaber Kenyatta.

## Wahl 2022
Bei der Präsidentschaftswahl am 9. August 2022, bei der Amtsinhaber Kenyatta nicht mehr antreten durfte, kandidierte Odinga um seine Nachfolge. Nach der Auszählung der Stimmen wurde sein Rivale William Ruto von der unabhängigen Wahlkommission als Gewinner der Wahl verkündet. Jedoch erklärten kurz vor der Verkündung vier der sieben Kommissionsmitglieder, dass sie das Ergebnis auf Grund von Ungereimtheiten nicht mittragen könnten.